# Galway Football Club
Maillots
Actualités
Galway Football Club. (en irlandais : Cumann Peile na Gaillimhe) est un club de football irlandais participant au championnat d'Irlande de football en First Division, soit la deuxième division nationale. Le club est basé à Galway. Il a été fondé en octobre 2013.
Galway FC joue ses matchs à domicile dans le stade de Eamonn Deacy Park.

## Histoire

### Création du club
Depuis la fin de la saison 2011 et la dissolution du Galway United Football Club, la ville de Galway n’avait plus de club de football dans l’élite du football national. Deux clubs disputaient la First Division Salthill Devon et Mervue United. Dans le même temps des supporters du Galway United se réunissent sous le nom de GUST (Galway United Supporters Trust) dans le but de relancer le club. Leur dossier de candidature est refusé par la fédération irlandaise de football en 2012. Au cours de l’année 2013, le GUST entame des discussions  avec les deux autres clubs de la ville, Mervue et Salthill Devon afin de réunir sous une seule bannière le football professionnel. Le Galway Football Club est créé en octobre 2013 et présente immédiatement sa candidature pour l’admission dans le Championnat d’Irlande de football en remplacement des deux clubs existants.
Le 7 mars 2014, le Galway FC dispute son premier match officiel devant 2418 spectateurs réunis au Eamonn Deacy Park. Galway perd le match  sur le score de 1 but à 0 contre un des favoris du championnat de First Division Longford Town.

### Promotion en première division
En 2014, Galway joue en first division (deuxième division irlandaise) et après avoir terminé troisième et remporté un barrage, ils sont promus pour la première division de la Ligue d'Irlande 2015.

### 3 années en première division (2015-2017)
Après cette montée acquise à la suite du barrage, Galway va réussir à se maintenir 2 ans de justesse en terminant 10ème puis 9ème mais l'année 2017 sera trop compliqué puisque avec de nouveau une 10ème place le club perdra cette fois-ci les barrages et redescendra en First Division (deuxième division irlandaise).

## Palmarès
- Championnat d'Irlande First Division
  - Vainqueur en 2023

## Rivalité
Galway entretien une rivalité avec le club de l'autre grande ville de la province, Sligo.

## Entraîneurs
- Jeff Kenna